# Kathedrale Herz Jesu (Davenport)

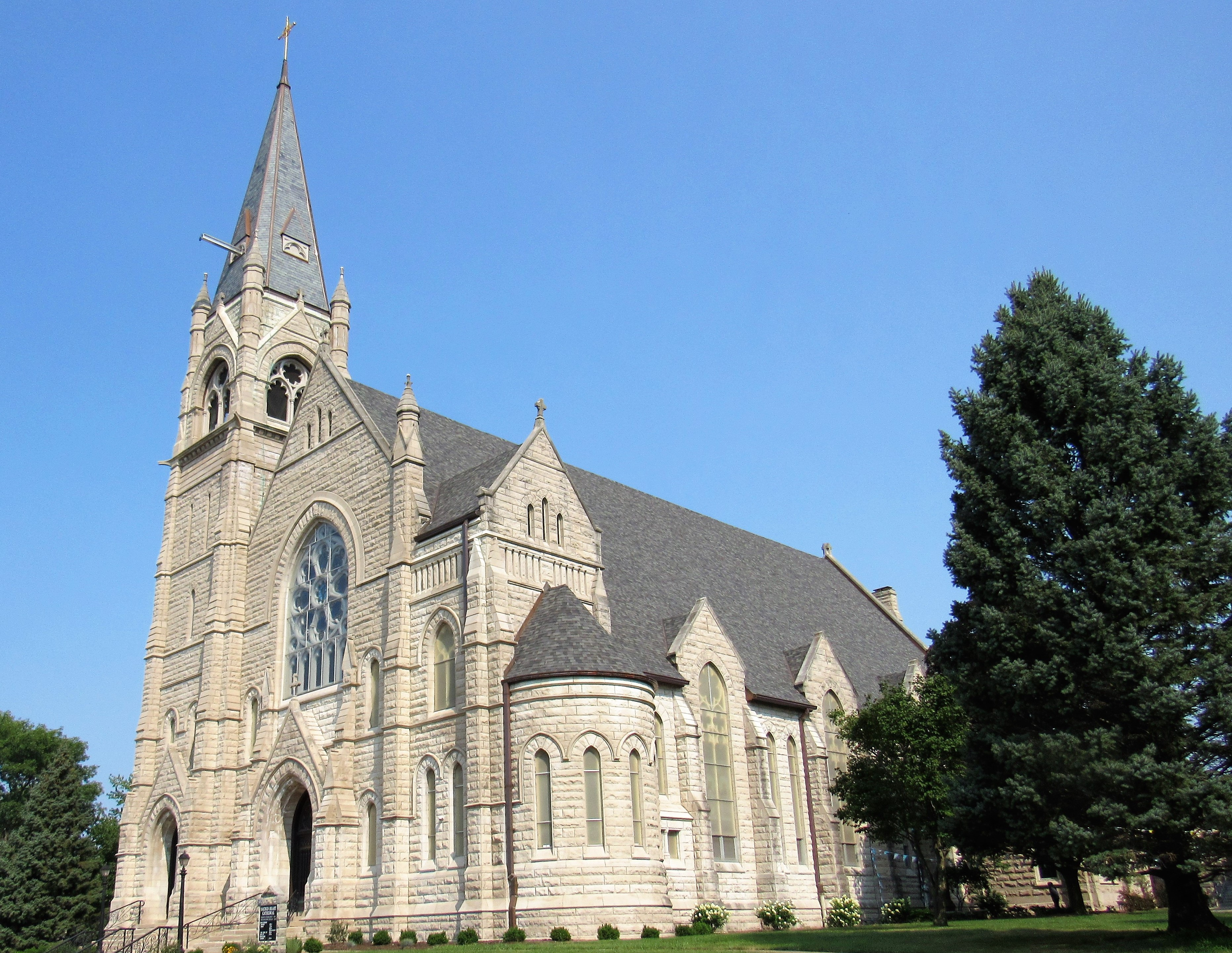
Herz-Jesu-Kathedrale, Portalfassade

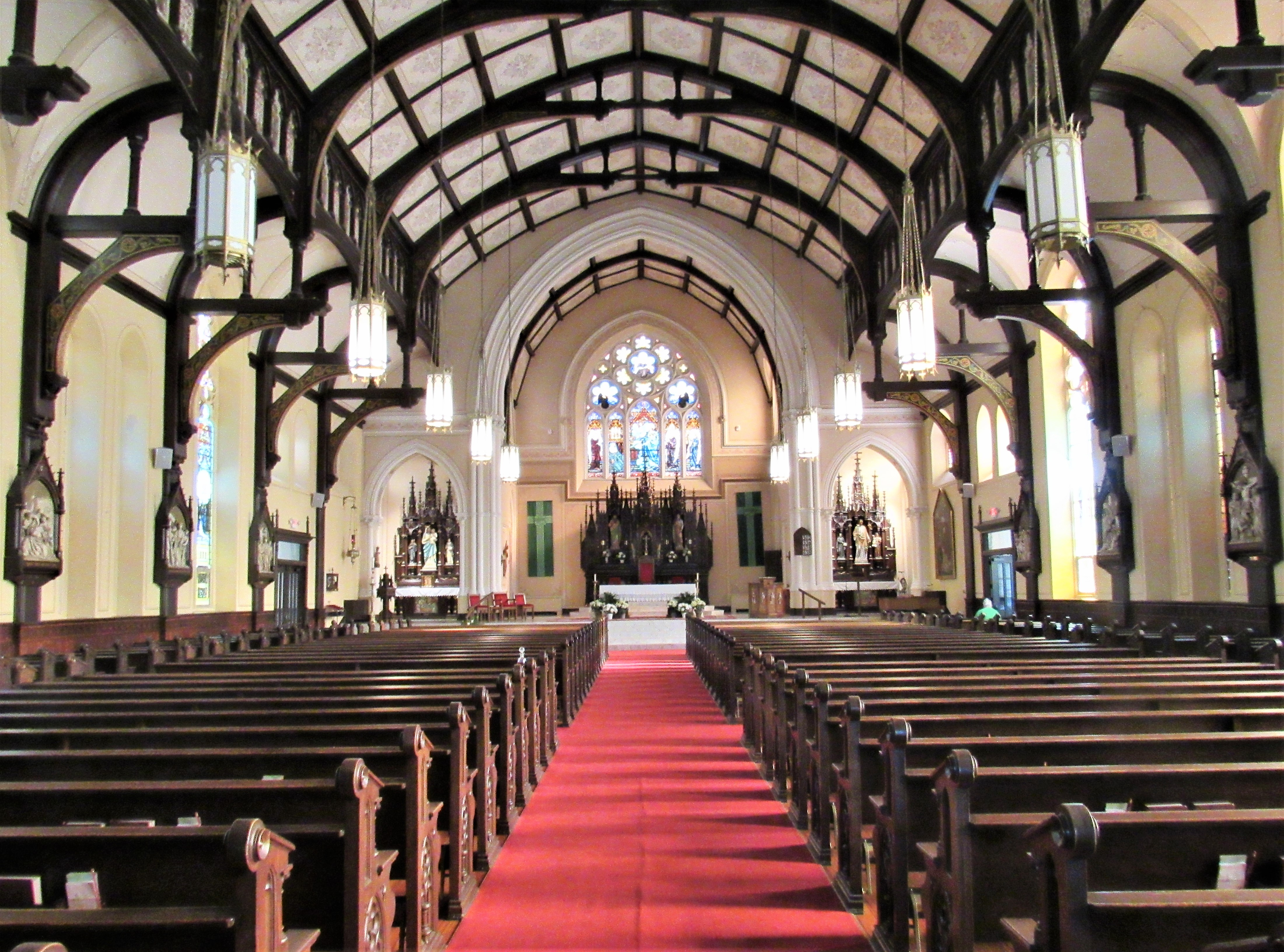
Herz-Jesu-Kathedrale, Innenansicht

Die Kathedrale Herz Jesu (englisch Sacred Heart Cathedral) ist eine römisch-katholische Kirche in Davenport, Iowa, USA. Sie ist die Kathedrale des römisch-katholischen Bistums Davenport.

## Geschichte
Die Pfarrei wurde 1856 von Mathias Loras, Bischof von Dubuque, gegründet. Als 1881 das Bistum Davenport aus Gebietsabtretungen des Bistums Dubuque entstand, wurde das Gebäude zur Kathedrale der neuen Diözese erhoben. Um dem Wachstum in Davenport gerecht zu werden, wurde der Vorgängerbau durch die heutige Kathedrale ersetzt. Der Bau der Kathedrale Herz Jesu wurde im Jahr 1889 begonnen und 1891 abgeschlossen. Architekt war James Egan aus Chicago. Die Weihe erfolgte am 15. November 1891 durch Bischof Henry Cosgrove. Am 5. April 1984 wurde die Kathedrale als Baudenkmal in das National Register of Historic Places aufgenommen.

## Ausstattung

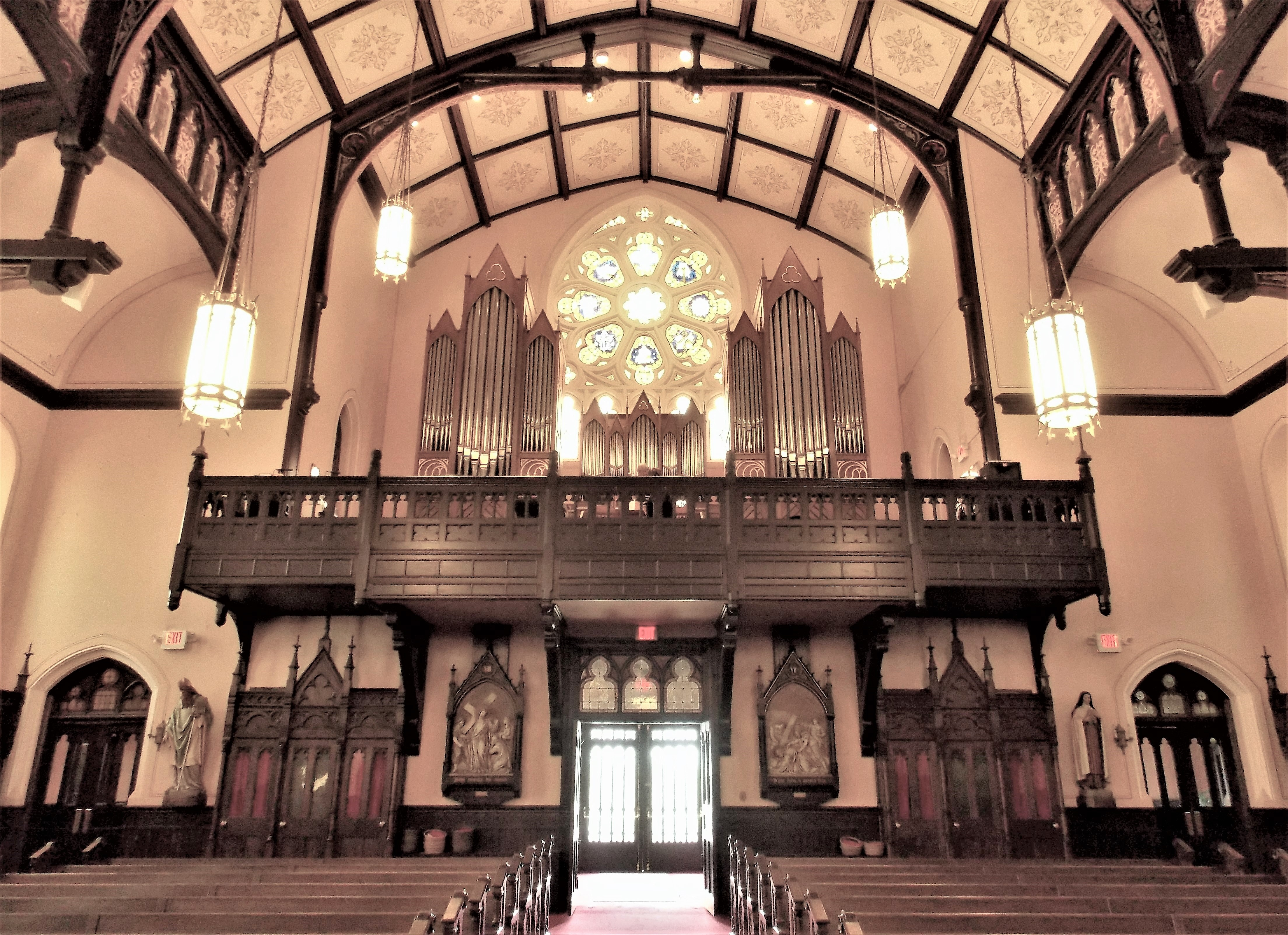
Blick auf die Orgel

Die Orgel wurde 1991 von der Orgelbaufirma Noack Organ Company errichtet. Das Instrument hat 35 Register auf zwei Manualwerken und Pedal. Die Spieltrakturen sind mechanisch, die Registertrakturen sind elektrisch.
| I Great Organ C–c4 |         |
| Double Diapason    | 16′     |
| Diapason           | 08′     |
| Second Diapason    | 08′     |
| Chimney Flute      | 08′     |
| Octave             | 04′     |
| Harmonic Flute     | 04′     |
| Twelfth            | 02 ⁄3′  |
| Fifteenth          | 02′     |
| Seventeenth        | 01 3⁄5′ |
| Mixture IV         | 01 ⁄3′  |
| Trumpet            | 08′     |
| Clarion            | 04′     |

| II Swell Organ C–c4 |        |
| Bourdon             | 16′    |
| Diapason            | 08′    |
| Bell Gamba          | 08′    |
| Gedackt             | 08′    |
| Celeste             | 08′    |
| Prestant            | 04′    |
| Recorder            | 04′    |
| Gemshorn            | 02′    |
| Sesquialtera II     | 02 ⁄3′ |
| Mixture IV          | 02′    |
| Bassoon             | 16′    |
| Oboe                | 08′    |

| Pedal C–g1   |        |
| GrandBourdon | 32′    |
| Violone      | 16′    |
| Open Wood    | 16′    |
| Stopt Bass   | 16′    |
| Diapason     | 08′    |
| Gedackt      | 08′    |
| Choral Bass  | 04′    |
| Mixture IV   | 02 ⁄3′ |
| Trombone     | 16′    |
| Trumpet      | 08′    |
| Trumpet      | 04′    |